# 821

## Nașteri
- dată necunoscută: Muslim ibn al-Hajjaj  (d. 875)
- dată necunoscută: Ordono I de Asturia regele Austriei (d. 866)
- dată necunoscută: Buhturi  (d. 897)

## Decese
- 29 decembrie: Leon al V-lea Armeanul  (n. 775)